# لهجات إيطاليا

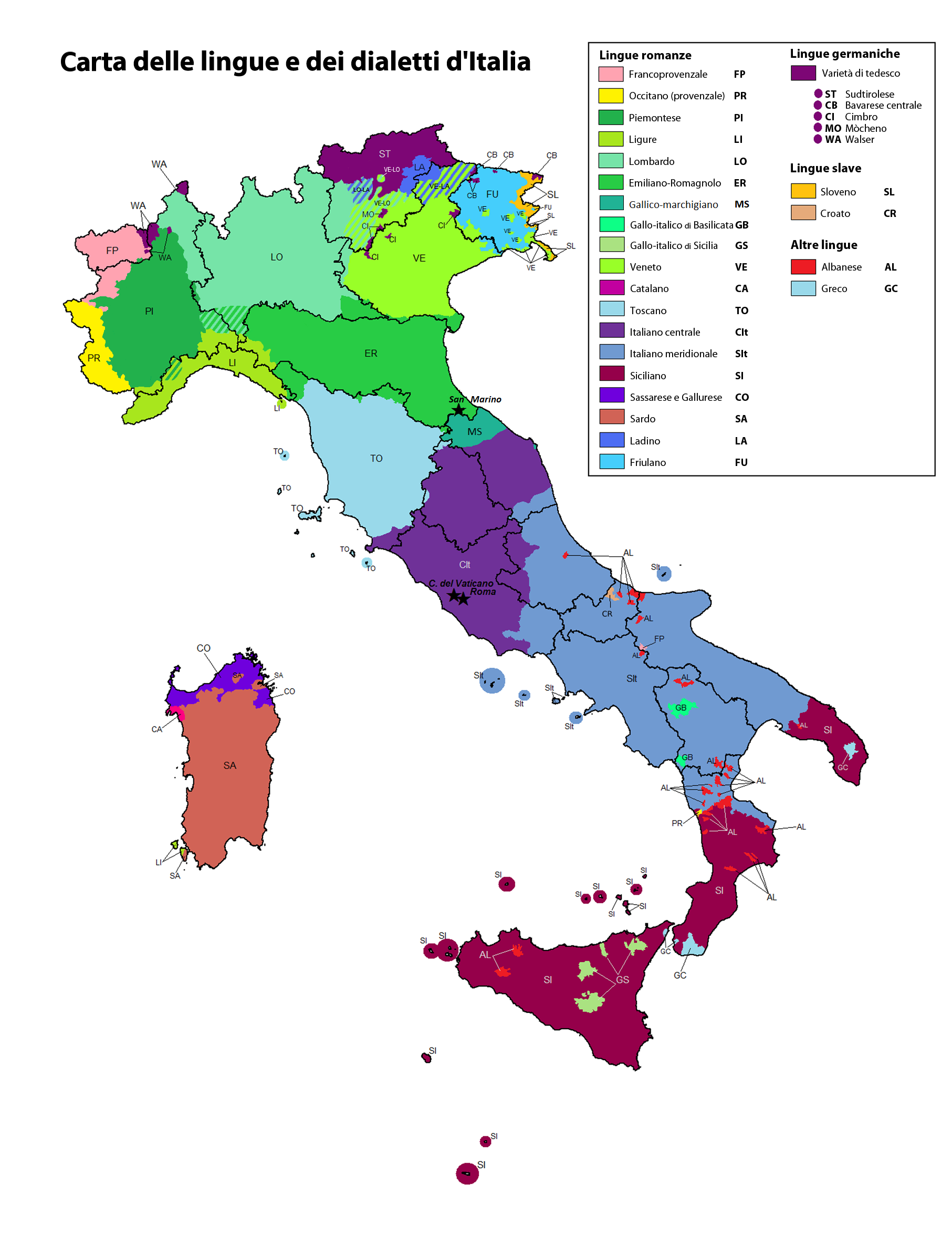

اللهجات الإيطالية هي لهجات إقليمية، مع معالم من اللغات الإقليمية. لا تختلف التوسكانية ولهجات وسط إيطاليا عموماً عن الإيطالية القياسية في ملامح لغوية، وذلك بسبب التاريخ الإيطالي والمستمد بشكل رئيسي من فلورنسا. مع ذلك، فإن اللغة التوسكانية تعتبر مجموعة من اللهجات الإيطالية. يمكن اعتبار بعض اللهجات الإيطالية لغات متميزة في حد ذاتها، حيث تنتمي في الواقع لفروع منفصلة من الأسرة الرومنسية وفقاً للغات العالم وغيرها من الأعمال الأكاديمية.
في إيطاليا اليوم يطلق على كل اللغات الرومانسية المحكية عاميا والتنويعات المحلية الغير قياسية خلاف اللغة الإيطالية القياسية اسم اللهجات الإيطالية. العديد من اللهجات المحلية الآن في إيطاليا تاريخيا كانت يوما ما تعد لغات في حد ذاتها للمدن التي تكلمت بها. من هذه اللغات نذكر الفريولية، النيابوليتانية، الساردينية، الصقلية، والفينيسية وغيرها، كان من أمثلة اللهجات المحلية لهذه اللغات الكالابرية. اللهجات الغير قياسية في إيطاليا اليوم لاتستخدم بشكل عام في المحادثات الجماهيرية وفي الإذاعة والتلفزيون والصحافة، إنما يقتصر استعمالاتها على المتحدثين الأصليين لها في أضيق الحدود بعيدا عن الأشكال الرسمية، في الماضى كان التحدث بأى لهجة دليل على نقص التعليم أو انعدامه، أما الأجيال الجديدة من الشباب فإنهم يعمدوا إلى استخدام الإيطالية القياسية في كل محادثتهم.
لقد ظلت اللهجات المحلية الإيطالية متواجدة كلغة مشتركة للمتحدثين بها إلى الخمسينيات من القرن العشرين، إلا إنه مع الزيادة المطردة في نسبة انتشار التعليم والقضاء على الأمية أصبحت اللغة الإيطالية القياسية أكثر قبولا بين جموع الشعب كلغة قومية. فحتى زمن الحرب العالمية الثانية كان مايزال أولئك الذين لا يستطيعون تحمل نفقات التعليم وليسوا بحاجة لاستخدام الإيطالية القياسية يستخدمون لهجاتهم المحلية في كافة شئون حياتهم اليومية، من المحتمل إنه في خلال تلك الفترة تصاعدت حدة الأحتجاج على استخدام اللهحات المحلية علنيا، بما أنها أضحت تمثل وقتها دلالة على المستوى الإجتماعى المتدنى بالمجتمع الإيطالى. فيما بعد غدا هذا التوجه يحاول تهميش من يتحدثون باللهجات جانبا، خاصة بعد أن أضحى الجيل الجديد من الشباب والنازحين من المدن والأقاليم الإيطالية الأخرى غير قادرين على فهم بعضهم البعض داخل الدولة الواحدة.